# Ten Broeck (Kentucky)
Ten Broeck es una ciudad ubicada en el condado de Jefferson en el estado estadounidense de Kentucky. En el Censo de 2010 tenía una población de 103 habitantes y una densidad poblacional de 180,77 personas por km².

## Geografía
Ten Broeck se encuentra ubicada en las coordenadas 38°17′52″N 85°34′41″O / 38.29778, -85.57806. Según la Oficina del Censo de los Estados Unidos, Ten Broeck tiene una superficie total de 0.57 km², de la cual 0.56 km² corresponden a tierra firme y (0.91%) 0.01 km² es agua.

## Demografía
Según el censo de 2010, había 103 personas residiendo en Ten Broeck. La densidad de población era de 180,77 hab./km². De los 103 habitantes, Ten Broeck estaba compuesto por el 92.23% blancos, el 2.91% eran afroamericanos, el 0% eran amerindios, el 2.91% eran asiáticos, el 0% eran isleños del Pacífico, el 0% eran de otras razas y el 1.94% pertenecían a dos o más razas. Del total de la población el 0% eran hispanos o latinos de cualquier raza.